# Baltazar Maria de Morais Júnior
Baltazar Maria de Morais Júnior (Goiânia, 17 juni 1959) is een voormalig Braziliaanse voetballer.

## Biografie
Baltazar begon bij Atlético Goianiense uit zijn thuisstad en trok in 1979 naar Grêmio. Datzelfde jaar en in 1980 won de club het Campeonato Gaúcho. In 1981 bereikte de club de finale om de landstitel tegen São Paulo. In de heenwedstrijd miste hij een strafschop, maar dankzij goals van Paulo Isidoro won de club toch de heenwedstrijd. In de terugwedstrijd scoorde Baltazar de enige goal waardoor Grêmio voor het eerst landskampioen werd. Na een passage bij Palmeiras werd hij in 1983 opnieuw kampioen, deze keer met Flamengo. Hij scoorde in de heenwedstrijd tegen Santos, maar Flamengo verloor wel de wedstrijd. In de terugwedstrijd won de club met 3-0 en werd kampioen. In 1985 ging hij naar het buitenland om voor het Spaanse Celta de Vigo te spelen, maar na één seizoen degradeerde de club al uit de hoogste klasse. Baltazar bleef wel bij de club en leidde hen mee terug naar de hoogste divisie. Met 34 goals was hij topschutter in de tweede klasse. Na één jaar terug in de hoogste klasse ging hij naar Atlético Madrid, waar hij in zijn eerste seizoen 35 keer scoorde in 36 wedstrijden. Het volgende seizoen scoorde hij nog achttien keer, maar na de opkomst van de jongere Manolo kwam hij op een zijspoor terecht en ging in 1990 naar Porto, waar hij meestal op de bank zat. Na nog twee jaar bij Rennes keerde hij terug naar Brazilië om voor Goiás te spelen. Hij beëindigde zijn carrière bij het Japanse Kyoto.
Baltazar debuteerde in 1980 in het Braziliaans nationaal elftal en speelde 6 interlands, waarin hij 2 keer scoorde. Pas in 1989 werd hij opnieuw opgeroepen om op het Copa América te spelen. Baltazar wist samen met zijn landgenoten, onder wie Romário en Dunga, dit belangrijke toernooi daadwerkelijk op zijn naam te schrijven.
1 Taffarel ·
2 Mazinho ·
3 Mauro Galvão ·
4 André Cruz ·
5 Branco ·
6 Ricardo Gomes  ·
7 Bebeto ·
8 Geovani Silva · 
9 Valdo ·
10 Tita ·
10 Bismarck ·
11 Romário ·
12 Acácio ·
13 Josimar ·
13 Zé Teodoro ·
14 Aldair ·
15 Alemão ·
16 Cristóvão ·
17 Dunga ·
18 Renato Gaúcho ·
19 Baltazar ·
20 Paulo Silas ·
21 Charles ·
22 Zé Carlos ·
Coach: Lazaroni